# 蕭良宣
蕭良宣（1465年—1514年），字敷化，江西吉安府廬陵縣人，軍籍，明朝政治人物。

## 生平
成化二十二年（1486年）江西鄉試第五十二名。成化二十三年（1487年）聯捷丁未科三甲第一百六十一名進士。官浙江龍游縣知縣。正德九年（1514年）卒。

## 家族
曾祖蕭仕鏞；祖父蕭顯謨；父蕭玉成，母文氏。具庆下。弟蕭艮安。